# Simonow PTRS-41
Die PTRS war eine Panzerbüchse, die in der Sowjetunion entwickelt und eingesetzt wurde. Die Abkürzung steht für Protiwotankowoje Ruschjo Simonowa (russisch Противотанковое ружьё Симонова, zu deutsch Simonow-Panzergewehr).

## Entstehung
Die PTRS wurde 1941 von Sergei Gawrilowitsch Simonow konstruiert. Sie entstand zeitgleich zum Panzerbüchsenmodell PTRD von Wassili Degtjarjow. Beide Konstrukteure wurden direkt nach dem Überfall der deutschen Wehrmacht auf die Sowjetunion angewiesen, mit höchster Priorität panzerbrechende Waffen bereitzustellen. Da die PTRS komplizierter als die PTRD war, wurden 1941 nur 77 Exemplare produziert, 1942 hingegen schon 63.308. Im Januar 1945 lief sie nach 400.000 Exemplaren aus.

## Technik
Simonows Entwurf für eine Panzerbüchse blieb trotz der starken Munition im Kaliber 14,5 mm eine beherrschbare Handfeuerwaffe, die darüber hinaus noch ein Selbstlader war. Die PTRS funktionierte als Gasdrucklader und verfügte über ein fünfschüssiges abnehmbares Magazin. Vom technischen Standpunkt aus war die PTRS gegenüber der PTRD das anspruchsvollere Modell, denn letzteres stellte nur einen Einzellader dar. Daher war die Fertigung der PTRS aufwändiger als die der PTRD. Bemerkenswert ist, dass die Entwurfsphase der PTRS nur wenige Wochen betrug.
Beide Panzerbüchsen waren in ihrer Wirkung vergleichbar, die Geschossenergie der Simonow-Büchse war aufgrund des Nachladens mittels Gasdrucks etwas geringer. Beide hatten auch Nachteile gemein, wie die zunehmend geringere Wirkung auf Panzerfahrzeuge des Gegners und das immense Mündungsfeuer. Bei der PTRS kam hinzu, dass der Lademechanismus bisweilen versagte, da die Gasentnahmebohrungen zur Verschmutzung neigten. Die Waffe vertrug auch extrem niedrige Temperaturen nicht so gut wie das Schwestermodell. In solchen Fällen war jedoch immer ein manuelles Zuführen der Munition möglich. Durch die Wehrmacht erbeutete Waffen wurden als Panzerbüchse 784 (r) geführt und umgehend wieder an der Front eingesetzt.
Insgesamt wurde die Fertigung beider Modelle noch vor dem Kriegsende eingestellt. Statt ballistische Panzerabwehrwaffen weiterzuentwickeln, wurde auch in der Sowjetunion die Entwicklung reaktiver Panzerbüchsen vorangetrieben, die dort in der RPG-2 mündete.

## Leistung
Die Durchschlagsleistung der PTRS betrug mit dem Wolframkerngeschoss BS-41 40 mm RHA auf 100 m Entfernung bei 90° Auftreffwinkel.